# Danh sách loại máy bay chiến đấu của Liên Xô và SNG

## Máy bay cường kích
- Ilyushin
  - Ilyushin Il-2 "Sturmovik"
  - Ilyushin Il-10
- MiG
  - Mikoyan MiG-27
- Sukhoi
  - Sukhoi Su-2
  - Sukhoi Su-7
  - Sukhoi Su-24
  - Sukhoi Su-25
- Yakovlev
  - Yakovlev Yak-38

## Máy bay ném bom
- Ilyushin
  - Ilyushin DB-3
  - Ilyushin Il-4
  - Ilyushin Il-28
- Myasishchev
  - Myasishchev M-4
  - Myasishchev M-50/M-52
- OKB-1
  - OKB-1 EF 140
- Petlyakov
  - Petlyakov Pe-2
  - Petlyakov Pe-8
- Sukhoi
  - Sukhoi Su-24
- Tupolev
  - Tupolev SB-2bis
  - Tupolev TB-1
  - Tupolev TB-3
  - Tupolev Tu-2
  - Tupolev Tu-4
  - Tupolev Tu-16
  - Tupolev Tu-22
  - Tupolev Tu-22M
  - Tupolev Tu-95
  - Tupolev Tu-160
- Yakovlev
  - Yakovlev Yak-2/Yak-4
  - Yak-26
  - Yak-28
- Yermolayev
  - Yermolayev Yer-2
- Alexejew 150

## Máy bay tiêm kích
- Lavochkin
  - Lavochkin-Gorbunov-Goudkov LaGG-1
  - Lavochkin-Gorbunov-Goudkov LaGG-3
  - Lavochkin La-5
  - Lavochkin La-7
  - Lavochkin La-9
  - Lavochkin La-11
  - Lavochkin La-15

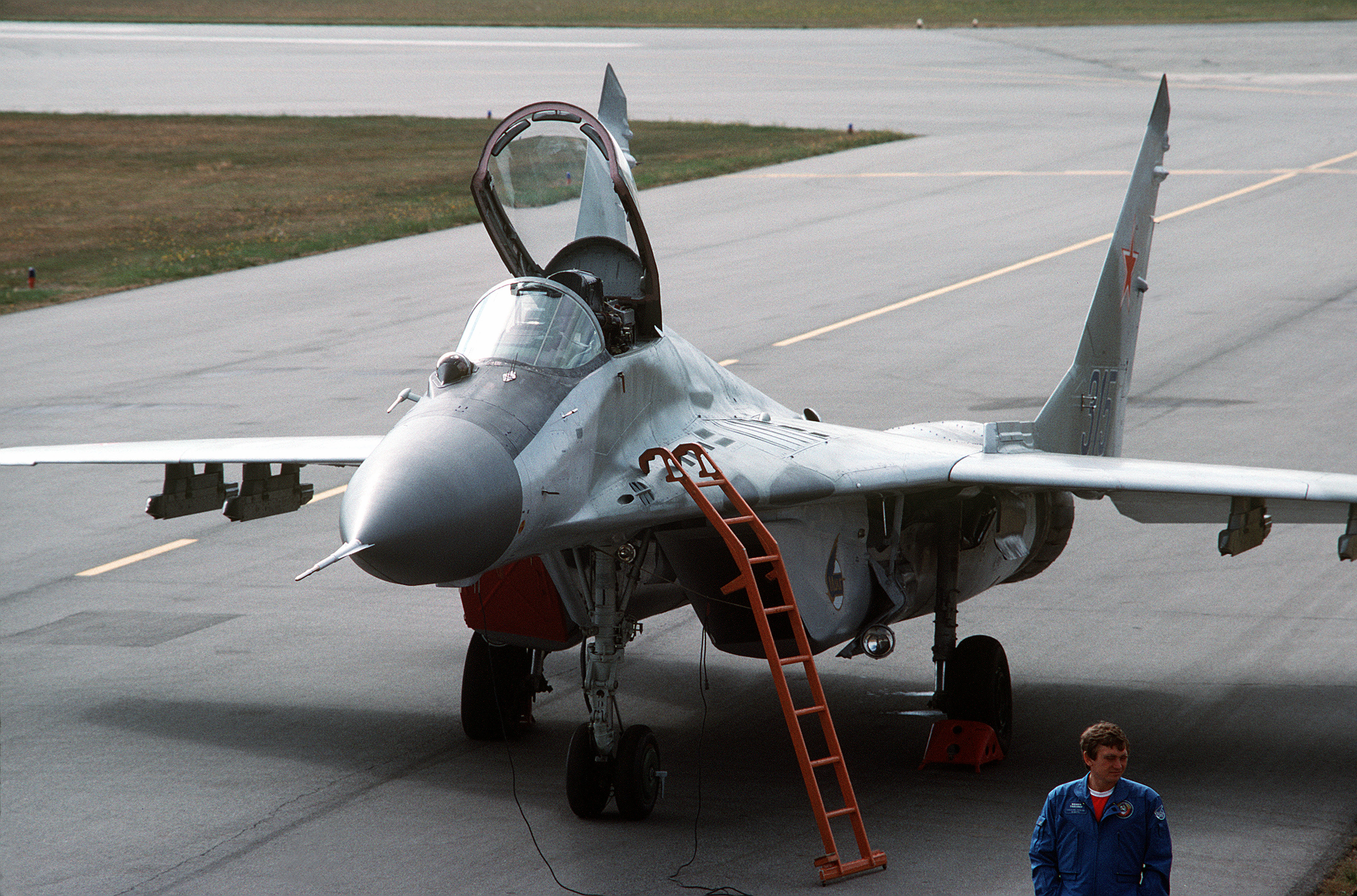
MIG-29

- Mikoyan, trước kia là Mikoyan-Gurevich
  - Mikoyan-Gurevich MiG-1/MiG-3
  - Mikoyan-Gurevich DIS còn gọi là MiG-5
  - Mikoyan-Gurevich MiG-7
  - Mikoyan-Gurevich MiG-9
  - Mikoyan-Gurevich I-250 (N) còn gọi là MiG-13
  - Mikoyan-Gurevich MiG-15
  - Mikoyan-Gurevich MiG-17
  - Mikoyan-Gurevich MiG-19
  - Mikoyan-Gurevich MiG-21
  - Mikoyan-Gurevich MiG-23
  - Mikoyan-Gurevich MiG-25
  - Mikoyan-Gurevich MiG-27
  - Mikoyan MiG-29
  - Mikoyan MiG-31
  - Mikoyan MiG-33
  - Mikoyan MiG-35
  - Mikoyan-Gurevich I-270 (thực nghiệm)

- Sukhoi
  - Sukhoi Su-7
  - Sukhoi Su-9
  - Sukhoi Su-11
  - Sukhoi Su-15
  - Sukhoi Su-17/Su-20/Su-22
  - Sukhoi Su-24
  - Sukhoi Su-27
  - Sukhoi Su-30
  - Sukhoi Su-33

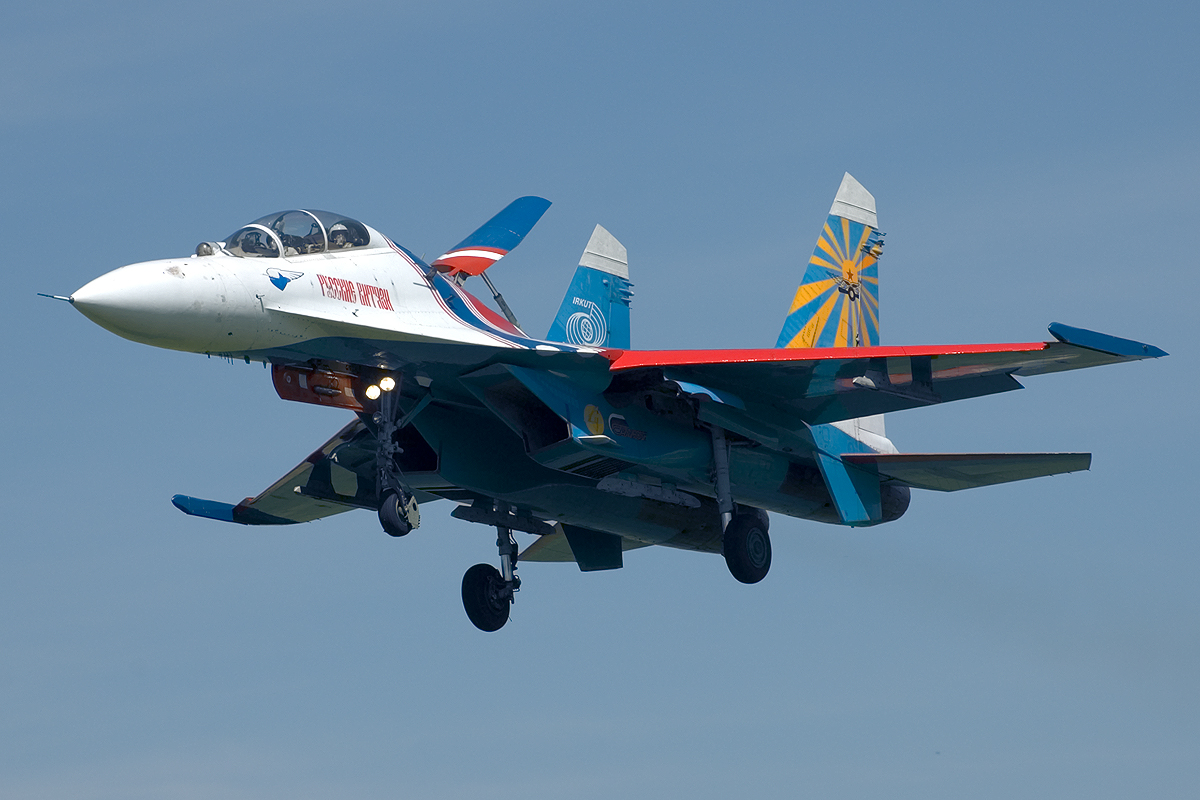
Một chiếc Su-27 trong đội hình biểu diễn bay "Các hiệp sĩ Nga".

  - Sukhoi Su-34 còn gọi là Sukhoi Su-32
  - Sukhoi Su-35
  - Sukhoi Su-37
  - Sukhoi Su-57
- Tupolev
  - Tupolev I-4
  - Tupolev I-12
  - Tupolev Tu-28P
- Yakovlev
  - Yakovlev Yak-1
  - Yakovlev Yak-3
  - Yakovlev Yak-7
  - Yakovlev Yak-9
  - Yakovlev Yak-15
  - Yakovlev Yak-17
  - Yakovlev Yak-23
  - Yakovlev Yak-25
  - Yakovlev Yak-28
  - Yakovlev Yak-38
  - Yakovlev Yak-41

## Trực thăng chiến đấu
- Kamov
  - Kamov Ka-15/Ka-18
  - Kamov Ka-20/Ka-25
  - Kamov Ka-22Vintokryl - Kamov
  - Kamov Ka-25
  - Kamov Ka-26
  - Kamov Ka-27/Ka-28/Ka-29/Ka-32
  - Kamov Ka-50
  - Kamov Ka-136
- Nhà máy sản xuất trực thăng Mil Mátxcơva
  - Mil Mi-1
  - Mil Mi-2
  - Mil Mi-4
  - Mil Mi-6
  - Mil Mi-8
  - Mil Mi-10
  - Mil Mi-12 - chỉ chế tạo mẫu, máy bay trực thăng lớn nhất thế giới
  - Mil Mi-14
  - Mil Mi-17
  - Mil Mi-24
  - Mil Mi-26 - máy bay trực thăng nặng nhất thế giới
  - Mil Mi-28
  - Mil Mi-34
  - Mil Mi-38
- Yakovlev
  - Yakovlev Yak-24

## Trinh sát
- Tupolev
  - Tupolev R-6
- Yakovlev
  - Yak-25R
  - Yak-27R

## Đào tạo
- Yakovlev
  - Yakovlev Yak-11
  - Yakovlev Yak-18

## Vận tải
- Antonov
  - Antonov An-26/An-30/An-32
  - Antonov An-72/An-74

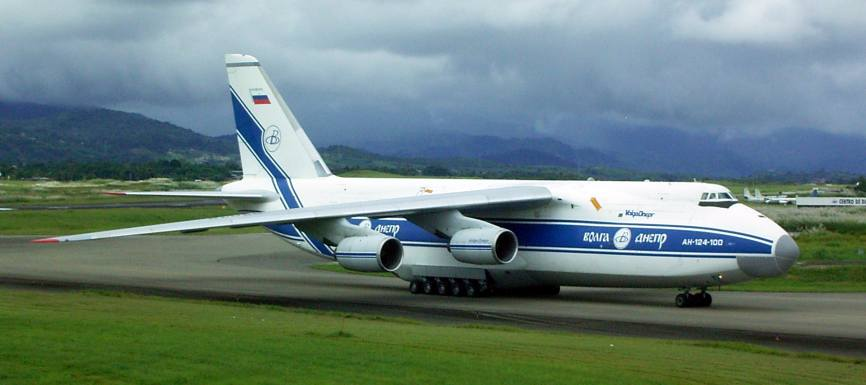
Antonov An-124-100

  - Antonov An-124 (máy bay sản xuất hàng loạt lớn nhất thế giới)
  - Antonov An-225 (máy bay tác chiến lớn nhất thế giới)
- Ilyushin
  - Ilyushin Il-76

## Đa dụng
- Yakovlev
  - Yakovlev Yak-12

## Thực nghiệm
- Bisnovat 5
- Antonov An-225 (máy bay phản lực lớn nhất từng chế tạo)